# Hỗn hợp đẳng phí

Đẳng phí dương của hỗn hợp cloroform và metanol

Hỗn hợp đẳng phí hoặc hỗn hợp đồng sôi (tiếng Anh: Azeotrope mixture) là hỗn hợp dung dịch hai cấu tử sôi ở nhiệt độ xác định. Tại điểm đẳng phí (azeotrope), pha lỏng và pha hơi có cùng một thành phần các cấu tử, do đó nếu đun sôi hỗn hợp đẳng phí thì pha hơi sau khi ngưng tụ sẽ có thành phần giống như pha lỏng ban đầu, có nghĩa là hỗn hợp đẳng phí không thể tách thành các cấu tử riêng biệt bằng phương pháp chưng cất.
Ví dụ: dung dịch alcohol etylic 95,57% trong nước sôi ở 78,15 °C; dung dịch HCl 20,24% trong nước sôi ở 106,5 °C.
Điểm đẳng phí là điểm cực trị trên giản đồ pha hai cấu tử theo nhiệt độ.